# Ouhans
Ouhans település Franciaországban, Doubs megyében. Lakosainak száma 393 fő (2022. január 1.). Ouhans Aubonne, Bugny, La Chaux, Évillers, Mouthier-Haute-Pierre, Renédale, Saint-Gorgon-Main és Val-d’Usiers községekkel határos.

## Népesség
A település népességének változása:
| Lakosok száma | 286  | 269  | 287  | 375  | 371  | 373  | 376  | 376  | 383  | 393  |
|               | 1968 | 1982 | 1990 | 2006 | 2013 | 2015 | 2017 | 2019 | 2020 | 2022 |